# Какамахи (Левашинский район)
Какамахи (дарг. Кьакьа-махи, в пер. — «Ущелье-хутор») — село в Левашинском районе Дагестана. Административный центр сельского поселения Сельсовет Какамахинский.

## География
Расположено в 4 км к югу от районного центра села Леваши, на реке Халагорк.

## Население
| 1895  | 1926 | 1939 | 1970 | 1989  | 2002  | 2010  |
| ----- | ---- | ---- | ---- | ----- | ----- | ----- |
| 955   | ↘770 | ↗801 | ↗969 | ↗1615 | ↗2474 | ↗2647 |
| 2021  |      |      |      |       |       |       |
| ↗3234 |      |      |      |       |       |       |

## История
Село было основано выходцами из села Акуша.